# Michael Sheard
Michael Lawson Perkins (Aberdeen, 18 de junio de 1938 - Isla de Wight, 31 de agosto de 2005)  conocido artísticamente como Michael Sheard fue un actor escocés que figuró en una gran cantidad de películas y programas de televisión, interpretando sobre todo a villanos.
Es reconocido por haber interpretado al almirante Ozzel en Star Wars: El Imperio Contraataca, además de haber personificado a Adolf Hitler cinco veces a lo largo de toda su carrera en diversos medios, siendo su participación más destacada en Indiana Jones y la última cruzada.

## Primeros años
Sheard nació en Aberdeen, Escocia, hijo de Donald Marriot Perkins, un ministro religioso. Fue educado en la Escuela de Gramática de Aberdeen.  Se formó en la Real Academia de Arte Dramático de Londres  y adoptó el apellido de soltera de su madre como su nombre artístico. Sheard cumplió el servicio militar en la Real Fuerza Aérea . 

## Carrera artística
En 1960, Sheard actuó en el Teatro de Perth en Escocia, donde compartió habitación con Donald Sutherland . 
Sheard tuvo una gran afiliación con la ciencia ficción, figuró en seis seriales o arcos de la serie Doctor Who de la BBC, apareciendo junto con el Primer Doctor en el serial de The Ark (1966), el Tercer Doctor en The Mind of Evil (1971), el Cuarto Doctor en ambas Pyramids of Mars (1975) (para la que luego grabó un comentario en DVD) y The Invisible Enemy (1977), el Quinto Doctor en Castrovalva (1982), y el Séptimo Doctor en Remembrance of the Daleks (1988).  También trabajó con el Octavo Doctor en The Stones of Venice, un audiodrama de Doctor Who producido por Big Finish Productions . Esto lo convirtió en un invitado habitual en las convenciones de Doctor Who a lo largo de los años en los EE. UU. y el Reino Unido. 
Además de esto, Sheard tuvo papeles como invitado en Colditz (1972), On the Buses (1973), Cloud Burst (1974), Space: 1999, la adaptación de la BBC de la historia de Lord Peter Wimsey The Five Red Herrings (1975),  y como el Dr. Arnold Anderson en Crown Court (1976). En 1978, Sheard apareció en el episodio "Sleeping Partners" (como el personaje Adderley) de la serie de televisión All Creatures Great and Small .  También en 1978, Sheard apareció como Merton, un experto forense en un episodio del  drama policial británico The Professionals, el episodio titulado  "When the Heat Cools Off". 
En 1980, Sheard apareció como el oficial Klegg en "Powerplay" el episodio 2 de la temporada 3 de Blake's 7 . Durante ese año además tuvo un papel secundario en la obra de televisión de la BBC Caught on a Train, de Stephen Poliakoff . Sheard también apareció como Andrew McKinley, padre de la heroína homónima de la serie Maggie entre 1981 y 1982. En 1983 interpretó a Herr Grunwald, el gerente alemán de una obra en construcción, en la primera temporada de Auf Wiedersehen, Pet . 
Sheard interpretó a Adolf Hitler cinco veces en su carrera: en Rogue Male (1976), The Tomorrow People (1978), The Dirty Dozen: Next Mission (1985), Indiana Jones y la última cruzada (1989) y el documental Secret History: Hitler of the Andes (2003).  También interpretó a Heinrich Himmler tres veces, en La muerte de Adolf Hitler (1973), El búnker (1981) y El espacio (1985). Aunque Sheard nunca interpretó a Hermann Göring, sí interpretó el doble de Göring en la serie 'Allo 'Allo!' en el episodio "El último Heil de Hitler". 
Sheard encarno al Almirante Ozzel de la Armada Imperial en El Imperio Contraataca (1980). George Lucas ha citado  la muerte de Ozzel por estrangulamiento de la fuerza a manos de Darth Vader como su escena de muerte favorita en el cine. Lucas le dijo a Sheard en ese momento que era "la mejor muerte en pantalla que jamás había visto". Aunque Sheard inicialmente consideró a Star Wars como "solo otro papel en la carrera de un actor muy ocupado", el papel le valió un amplio reconocimiento entre los fanáticos y apareció con frecuencia en las convenciones de Star Wars, especialemnte cuando se lanzaba a la venta figuras de acción del Almirante Ozzel.  
En febrero de 2005, Sheard tuvo un pequeño cameo como narrador en la fan film británica de Star Wars, Order of the Sith: Vengeance y su secuela Downfall - Order of the Sith, junto a Jeremy Bulloch y David Prowse .  Estas películas se realizaron en apoyo a Save the Children . 

## Vida personal
Sheard murió de cáncer el 31 de agosto de 2005, a los 67 años, en su casa de la Isla de Wight. Tuvo una esposa, Rosalind Moir, con quien se casó en 1961, y tres hijos; dos hijos: Simon y Rupert y una hija, Susannah. 

## Filmografía

### Películas
| Año  | Título                                         | Personaje                              | Notas               |
| ---- | ---------------------------------------------- | -------------------------------------- | ------------------- |
| 1970 | Solo los bravos volvieron                      | Ingenieur-Offizier Unger               |                     |
| 1971 | Universal Soldier                              | Hombre (extra)                         | No acreditado       |
| 1972 | Frenesí                                        | Jim                                    | No acreditado       |
| 1972 | La Aventura de Darwin                          | Hombre #1                              |                     |
| 1973 | Super Bitch                                    | Williamson                             | No acreditado       |
| 1973 | Hitler: los últimos diez días                  | Banquero                               | (Escena eliminada)  |
| 1973 | Inglaterra me hizo                             | Fromm                                  |                     |
| 1973 | Holiday on the Buses                           | Gerente de depósito                    |                     |
| 1974 | Camas blandas, batallas duras                  | Nuevo Gobernador Militar               | No acreditado       |
| 1975 | Infierno Erótico                               | Eric Gold                              |                     |
| 1975 | El escondite                                   | Kapteyn                                |                     |
| 1978 | Fuerza 10 de Navarone                          | Sargento Bauer                         |                     |
| 1979 | Escape de Atenas                               | Sargento Mann                          |                     |
| 1979 | Intriga en la Playa                            | Böhme                                  |                     |
| 1980 | Star Wars: Episodio V - El Imperio contraataca | Almirante Ozzel                        |                     |
| 1980 | El robo perfecto                               | Hombre en el aeropuerto                | No acreditado       |
| 1981 | El robo de las esmeraldas                      | Jaap                                   |                     |
| 1981 | Indiana Jones y los cazadores del arca perdida | Oskar Schomburg (Capitán de submarino) | No acreditado       |
| 1983 | Los aventureros del fin del mundo              | Charlie                                |                     |
| 1987 | Murder Rap                                     | Abogado defensor                       | No acreditado       |
| 1989 | Indiana Jones y la última cruzada              | Adolf Hitler                           | No acreditado       |
| 1989 | Doombeach                                      | Director                               |                     |
| 2001 | Another Life                                   | Mr. Justice Shearman                   |                     |
| 2005 | The Green Door                                 | Peeping Tom                            |                     |
| 2006 | Order of the Sith: Downfall                    | Narrador                               | Lanzamiento póstumo |

### Televisión
| Año       | Título                                                      | Personaje                                                                      | Notas |
| --------- | ----------------------------------------------------------- | ------------------------------------------------------------------------------ | --- |
| 1962      | Suspense                                                    | No acreditado                                                                  | Episodio: Needle Point |
| 1963      | First Night                                                 | Finch                                                                          | Episodio: Guilty |
| 1963      | Dixon of Dock Green                                         | Stan Moore                                                                     | Episodio: Mrs. Conroy's Goldmine                                                                                               |
| 1964      | The Indian Tales of Rudyard Kipling                         | El mulá ciego                                                                  | Episodio: The Head of the District                                                                                             |
| 1964      | Crossroads                                                  | Albert Ede                                                                     | |
| 1965      | The Likely Lads                                             | Nesbit                                                                         | 2 episodios |
| 1965      | The Mask of Janus                                           | Conductor                                                                      | Episodio: The Cold Equation |
| 1965      | Theatre 625                                                 | Hombre del saco blanco                                                         | Episodio: The World of George Orwell: 1984                                                                                     |
| 1965      | Dr. Finlay's Casebook                                       | Jack Farrar                                                                    | Episodio: The Vision |
| 1965      | Dixon of Dock Green                                         | Reportero Encargado del garaje                                                 | Episodio: Edward the Confessor Episodio: Saturday Night                                                                        |
| 1966      | Ransom for a Pretty Girl                                    | No acreditado                                                                  | Episodio: Shaw |
| 1966      | Adam Adamant Lives!                                         | Mayor                                                                          | Episodio: D for Destruction |
| 1966      | Vendetta                                                    | Falso revisór de tickets                                                       | Episodio: The Ice-Cream Man |
| 1966      | The Troubleshooters                                         | Segundo mecánico                                                               | Episodio: When You Gotta Go |
| 1966      | Softly Softly                                               | Thomas                                                                         | 2 episodios: Barlow Was There                                                                                                  |
| 1966      | Dixon of Dock Green                                         | Segundo taxista Segundo patrullero Primer patrullero Conductor de taxi Cartero | Episodio: Routine Check Episodio: The Heister Episodio: You Can't Buy a Miracle Episodio: Mr. X Episodio: The World of Silence |
| 1966      | Doctor Who                                                  | Rhos                                                                           | Serial: The Ark; Episodio: "The Plague"                                                                                        |
| 1967      | Sir Arthur Conan Doyle                                      | Conductor                                                                      | Episodio: The Brown Hand |
| 1967      | Dr. Finlay's Casebook                                       | Porter Dr. Collins                                                             | Episodio: Possessed Episodio: Bird Seed and Begonias                                                                           |
| 1967      | The Gamblers                                                | Forbes                                                                         | Episodio: The Wrecker |
| 1967      | Ways with Words                                             | No acreditado                                                                  | |
| 1967      | Dixon of Dock Green                                         | Taunton                                                                        | Episodio: The Run |
| 1968      | The Wednesday Play                                          | Interrogador alemán oriental                                                   | Episodio: Coincidence |
| 1968      | A Man of our Times                                          | Primo masculino                                                                | Episodio: Someone I Knew |
| 1968      | Softly Softly                                               | Sargento Jefferson                                                             | 2 episodios |
| 1968      | Dixon of Dock Green                                         | Doctor                                                                         | Episodio: The Hard Way |
| 1968      | Z-Cars                                                      | Hombre en el estacionamiento                                                   | Episodio: Out of the Frying Pan: Part 2                                                                                        |
| 1969      | The Borderers                                               | Alan Hume                                                                      | Episodio: Hero |
| 1969      | The First Lady                                              | No acreditado                                                                  | Episodio: The Battle of Waterloo Street                                                                                        |
| 1969      | The Troubleshooters                                         | Alemán                                                                         | Episodio: Over The Hill |
| 1969      | Softly Softly                                               | PC Rivers                                                                      | Episodio: Recovery |
| 1969      | Albert!                                                     | Arthur Pringle                                                                 | 4 episodios |
| 1969      | Strange Report                                              | Gerente de TV                                                                  | Episodio: Report 7931: Sniper - When Is Your Cousin Not?                                                                       |
| 1969      | The Doctors                                                 | Det. Con. Zane                                                                 | 2 episodios |
| 1969      | ITV Sunday Night Theatre                                    | Doctor Gowan                                                                   | Episodio: Machine |
| 1969      | The Expert                                                  | PC Muir                                                                        | 2 episodios |
| 1970      | Randall and Hopkirk (Deceased)                              | Comentador alemán                                                              | Episodio: Somebody Just Walked Over My Grave                                                                                   |
| 1970      | Biography                                                   | Spangenberg                                                                    | Episodio: I Measured the Skies                                                                                                 |
| 1970      | The Adventures of Don Quick                                 | Broul                                                                          | Episodio: People Isn't Everything                                                                                              |
| 1971      | Paul Temple                                                 | Ken Harrow                                                                     | Episodio: The Guilty Must Die                                                                                                  |
| 1971      | Jason King                                                  | El Electrisista                                                                | Episodio: A Page Before Dying                                                                                                  |
| 1971      | Dos tipos audaces                                           | Alguacil John Walden                                                           | Episodio: A Home of One's Own                                                                                                  |
| 1971      | Dixon of Dock Green                                         | Guardián nocturno                                                              | Episodio: Nightmare Hours |
| 1971      | Softly Softly: Task Force                                   | Dickenson                                                                      | Episodio: Once Bitten |
| 1971      | Z-Cars                                                      | Doctor                                                                         | Episodio: Say Two Hellos |
| 1971      | Doctor Who                                                  | Dr. Summers                                                                    | 5 episodios; serial: The Mind of Evil                                                                                          |
| 1972      | The Onedin Line                                             | Smethurst                                                                      | Episodio: Blockade |
| 1972      | To Encourage the Others                                     | Fairfax                                                                        | Telefilme |
| 1972      | The Man Outside                                             | No acreditado                                                                  | Episodio: Doubts Are Traitors                                                                                                  |
| 1972      | The Adventures of Black Beauty                              | Jackson                                                                        | Episodio: The Hostage |
| 1972      | Colditz                                                     | Oberst Reichtleig                                                              | Episodio: The Undefeated |
| 1972      | Madigan                                                     | Juez de instrucción                                                            | Episodio: The London Beat |
| 1972      | Dixon of Dock Green                                         | John Lindsay                                                                   | Episodio: First Offenders |
| 1972      | Z-Cars                                                      | Oficial de huellas dactilares                                                  | Episodio: Last Bus to Newtown                                                                                                  |
| 1972      | Van der Valk                                                | Paul Harkemer                                                                  | Episodio: Elected Silence |
| 1973      | ITV Sunday Night Theatre                                    | Heinrich Himmler                                                               | Episodio: The Death of Adolf Hitler                                                                                            |
| 1973      | The Rivals of Sherlock Holmes                               | Dr. Jones                                                                      | Episodio: The Mysterious Death on the Underground Railway                                                                      |
| 1973      | Adam Smith                                                  | Mr. Buchanan                                                                   | 1 episodio |
| 1973      | On the Buses                                                | Mánager Primer juez                                                            | 5 episodios 1 episodio |
| 1973      | Bowler                                                      | Doctor Mumbry                                                                  | Episodio: Bowler's Analysis |
| 1973      | The Protectors                                              | Inspectór Luhrs                                                                | Episodio: Wam: Part 2 |
| 1973      | Crown Court                                                 | Sargento Goss                                                                  | 3 episodios: The Thunderbolts                                                                                                  |
| 1974      | Dixon of Dock Green                                         | Bernard Moss                                                                   | Episodio: Harry's Back |
| 1974      | ITV Playhouse                                               | Oficial de prisión                                                             | Episodio: Lucky |
| 1974      | Special Branch                                              | Adrian Penfold                                                                 | Episodio: Catherine the Great                                                                                                  |
| 1974      | Fall of Eagles                                              | Losehek                                                                        | Episodio: Requiem for a Crown Prince                                                                                           |
| 1974      | Dial M for Murder                                           | Doctor de la policía                                                           | Episodio: Both Hands Free |
| 1974      | Look and Read                                               | Número dos                                                                     | Episodio: Cloud Burst: Part 1 - Out of Control                                                                                 |
| 1974      | Microbes and Men                                            | Loeffler                                                                       | Episodio: Men of Little Faith                                                                                                  |
| 1974      | The Dick Emery Show                                         | Él mismo                                                                       | 1 Episodio |
| 1974      | Father Brown                                                | Philip Aylmer                                                                  | Episodio: The Dagger with Wings                                                                                                |
| 1974      | Not On Your Nellie                                          | Inspectór detective                                                            | Episodio: Something in the Night                                                                                               |
| 1974      | Z-Cars                                                      | Revisór de tickets                                                             | Episodio: Night Train |
| 1975      | Churchill's People                                          | Arzobispo                                                                      | Episodio: A Wilderness of Roses                                                                                                |
| 1975      | The Main Chance                                             | Analista                                                                       | Episodio: Process |
| 1975      | Armchair Cinema                                             | Mr. Turnish                                                                    | Episodio: In Sickness and in Health                                                                                            |
| 1975      | Not On Your Nellie                                          | P.C. Breamwater                                                                | Episodio: Called to the Bar |
| 1975      | The Sweeney                                                 | Mr. Penketh                                                                    | Episodio: Hit and Run |
| 1975      | Oil Strike North                                            | John McAllister                                                                | Episodio: It Depends Where You Stand                                                                                           |
| 1975      | Lord Peter Wimsey (TV series) (Episodio: Five Red Herrings) | Inspectór MacPherson                                                           | 3 episodios |
| 1975      | Shades of Greene                                            | Inspector Tweedie                                                              | Episodio: A Little Place Off the Edgware Road                                                                                  |
| 1975      | Softly Softly: Task Force                                   | Dr. Janes                                                                      | Episodio: A Person Unknown |
| 1975      | Space: 1999                                                 | Dr. Darwin King                                                                | Episodio: Dragon's Domain |
| 1975      | Within These Walls                                          | Chaplain                                                                       | Episodio: Get the Glory Down                                                                                                   |
| 1975      | Doctor Who                                                  | Laurence Scarman                                                               | 3 episodios; serial: Pyramids of Mars                                                                                          |
| 1976      | Warship                                                     | R-Almirante Chandy                                                             | Episodio: The Buccaneer |
| 1976      | Second Verdict                                              | Dr. Bunger                                                                     | Episodio: Who Burned the Reichstag?                                                                                            |
| 1976      | The Brothers                                                | Harvey McKay Customs Officer                                                   | Episodio: Windmills Episodio: Red Sky in the Morning                                                                           |
| 1976      | The Expert                                                  | Mr. Justice Caldwell                                                           | Episodio: Hour of the Snake |
| 1976      | Beasts                                                      | Sargento                                                                       | Episodio: The Dummy |
| 1976      | The New Avengers                                            | Peters                                                                         | Episodio: Faces |
| 1976      | The Cedar Tree                                              | Dr. Edelmann                                                                   | 2 episodios: The Treatment |
| 1976      | The Dancing Years                                           | Capitán Goetzer                                                                | Telefilme |
| 1976      | Crown Court                                                 | Dr. Arnold Anderson                                                            | Episodio: ...Or Was He Pushed?                                                                                                 |
| 1976      | Rogue Male                                                  | Adolf Hitler                                                                   | Telefilme |
| 1976      | BBC2 Playhouse                                              | Inspectór policial                                                             | Episodio: The Mind Beyond: Stones                                                                                              |
| 1977      | Romance                                                     | Sommelier                                                                      | Episodio: Three Weeks |
| 1977      | Z-Cars                                                      | Paul Denham                                                                    | Episodio: The Man Who Killed Songbirds                                                                                         |
| 1977      | The Foundation                                              | Bobby Anderson                                                                 | 2 episodios |
| 1977      | Van der Valk                                                | Ruytens                                                                        | Episodio: Face Value |
| 1977      | Doctor Who                                                  | Lowe                                                                           | 4 episodios; serial: The Invisible Enemy                                                                                       |
| 1978      | Mind Your Language                                          | Sargento de la policía                                                         | Episodio: The Best Things in Life                                                                                              |
| 1978      | Crown Court                                                 | Dr. Anderson                                                                   | Episodio: Still Life with Feathers                                                                                             |
| 1978      | The Professionals                                           | Merton                                                                         | Episodio: When the Heat Cools Off                                                                                              |
| 1978      | Hazell                                                      | Det. Con. Finch                                                                | Episodio: Hazell and the Weekend Man                                                                                           |
| 1978      | All Creatures Great and Small                               | Adderley                                                                       | Episodio: Sleeping Partners |
| 1978      | Law & Order                                                 | Asesor de seguros                                                              | Episodio: A Detective's Tale                                                                                                   |
| 1978      | The Many Wives of Patrick                                   | Mr. Mountshaft                                                                 | Episodio: One Decree Under |
| 1978      | Scottish Playbill                                           | James Dinsdale                                                                 | Episodio: If the Face Fits |
| 1978      | The Tomorrow People                                         | Adolf Hitler                                                                   | 2 episodios |
| 1978      | The Famous Five                                             | Inspectór policial                                                             | Episodio: Five Go to Mystery Moor                                                                                              |
| 1978      | Lillie                                                      | Coronel Hertzl                                                                 | Episodio: Let Them Say |
| 1978      | Les Misérables                                              | Comisionado                                                                    | Telefilme |
| 1978      | Plain Murder                                                | Harrison                                                                       | Telefilme |
| 1979      | Danger UXB                                                  | Superintendente Policial                                                       | Episodio: Butterfly Winter |
| 1979      | Lovely Couple                                               | Henry Penrose                                                                  | Episodio: Cuckoo in the Nest                                                                                                   |
| 1979      | All Quiet on the Western Front                              | Padre de Paul                                                                  | Telefilme |
| 1979      | Minder                                                      | Elliot                                                                         | Episodio: A Tethered Goat |
| 1979      | Play for Today                                              | Oficial de prisión                                                             | Episodio: A Hole in Babylon |
| 1979      | Grandad                                                     | Harold Thorntree                                                               | Episodio #1.2 |
| 1980      | Sherlock Holmes and Doctor Watson                           | Mayordomo                                                                      | Episodio: The Case of the Other Ghost                                                                                          |
| 1980      | Los 7 de Blake                                              | Klegg                                                                          | Episodio: Powerplay |
| 1980      | Play for Today                                              | Conrad Tucker                                                                  | Episodio: Murder Rap |
| 1980      | An Enemy of the people                                      | Provost                                                                        | Telefilme |
| 1980      | Enemy at the Door                                           | Oberstleutnant Koerner                                                         | Episodio: The Raid |
| 1980      | Jukes of Piccadilly                                         | Donaldson                                                                      | 2 episodios: The Corcelli Medallion                                                                                            |
| 1980      | High Road                                                   | Nikki Zaharoff                                                                 | Episodios desconocidos |
| 1980      | Armchair Thriller                                           | Coronel Morgan                                                                 | 2 episodios: Fear of God |
| 1980      | Tales of the Unexpected                                     | Inspectór                                                                      | Episodio: The Umbrella Man |
| 1980      | Square Mile of Murder                                       | Dr. Patterson                                                                  | Episodio: The Human Crocodile                                                                                                  |
| 1980      | Buccaneer                                                   | John Lancaster                                                                 | 2 episodios |
| 1980      | The Sandbaggers                                             | Dr. Crabbe                                                                     | Episodio: Sometimes We Play Dirty Too                                                                                          |
| 1980      | BBC2 Playhouse                                              | Preston                                                                        | Episodio: Caught on a Train |
| 1981      | The Bunker                                                  | Heinrich Himmler                                                               | Telefilme |
| 1981      | The Walls of Jericho                                        | Prof. David Masson                                                             | Episodio: Order of Battle |
| 1981      | Cannon and Ball                                             | Sleeping Psychiatrist                                                          | Episodio #3.5 |
| 1981      | Take a Letter, Mr. Jones                                    | Mr. Bailey                                                                     | Episodio: The Interview |
| 1981-1982 | Maggie                                                      | Andrew McKinley                                                                | 17 episodios |
| 1982      | Airline                                                     | Oficial B.O.T.                                                                 | Episodio: Captain Clarke Plus One                                                                                              |
| 1982      | Doctor Who                                                  | Mergrave                                                                       | 2 episodios; serial: Castrovalva                                                                                               |
| 1983      | Lady Is a Tramp                                             | Hombre en la parada de bus                                                     | Episodio #1.5 |
| 1983      | The Captain's Doll                                          | Coronel                                                                        | Telefilme |
| 1983      | Storyboard                                                  | Dorian                                                                         | Episodio: The Traitor |
| 1983      | The Dark Side of the Sun                                    | Coronel Von Reitz                                                              | Episodio: Into the Shadows |
| 1983      | The Outsider                                                | Reuben Flaxman                                                                 | 5 episodios |
| 1983-1984 | Auf Wiedersehen, Pet                                        | Herr Grunwald                                                                  | 5 episodios |
| 1984      | Grandad                                                     | Mr. Morton                                                                     | Episodio #4.5 |
| 1984      | Killer Exposed                                              | Det Sup Harrison                                                               | Telefilme |
| 1984      | One by One                                                  | Tomkins                                                                        | Episodio: Doctor's Orders |
| 1984      | Murder Not Proven?                                          | Solicitor general                                                              | Episodio: Open Season |
| 1984      | Shine on Harvey Moon                                        | Herr Uwe Braun                                                                 | Episodio: Sisters and Brothers                                                                                                 |
| 1984      | The Invisible Man                                           | Reverendo Edward Bunting                                                       | 3 episodios |
| 1984      | Cold Warrior                                                | Profesor Berner                                                                | Episodio: The Man from Damascus                                                                                                |
| 1985      | The Dirty Dozen: Next Mission                               | Adolf Hitler                                                                   | Telefilme |
| 1985      | Space                                                       | Heinrich Himmler                                                               | Episodio: Part I |
| 1985      | Bulman                                                      | Joe Wright                                                                     | Episodio: Pandora's Many Boxes                                                                                                 |
| 1985      | Happy Families                                              | Juez                                                                           | Episodio: Edith |
| 1985-1989 | Grange Hill                                                 | Mr. Bronson                                                                    | 92 episodios |
| 1987      | Knights of God                                              | Oficial médico                                                                 | 2 episodios |
| 1988      | Hannay                                                      | Perrin                                                                         | Episodio: The Hazard of the Die                                                                                                |
| 1988      | Doctor Who                                                  | Directór                                                                       | 2 episodios; serial: Remembrance of the Daleks                                                                                 |
| 1989      | Coronation Street                                           | Arthur Dabner                                                                  | 7 episodios |
| 1989      | A Touch of Spice                                            | Gordon Pugh                                                                    | Episodio #1.4 |
| 1989      | Saracen                                                     | Dr. Alex Hamilton                                                              | Episodio: Girls' Talk |
| 1991      | The Darling Buds of May                                     | Gerente de Building Society                                                    | Episodio: When the Green Woods Laugh: Part 1                                                                                   |
| 1992      | Press Gang                                                  | Dr. Clipstone                                                                  | Episodio: UnXpected |
| 1992      | 'Allo 'Allo!                                                | Doble de Hermann Göring                                                        | Episodio: Hitler's Last Heil                                                                                                   |
| 1993      | Alleyn Mysteries                                            | Juniper                                                                        | Episodio: Final Curtain |
| 1994      | Takin' Over the Asylum                                      | Mr. Wyatt                                                                      | Episodio: Hey Jude |
| 2003      | Hitler of the Andes                                         | Adolf Hitler                                                                   | Telefilme |

### Videos
| Año  | Título               | Personaje      | Notas                             |
| ---- | -------------------- | -------------- | --------------------------------- |
| 2006 | Shadows in the Woods | Michael Benson | Último papel: Lanzamiento póstumo |